# Cyrtandra engleri
Cyrtandra engleri är en tvåhjärtbladig växtart som beskrevs av Sijfert Hendrik Koorders. Cyrtandra engleri ingår i släktet Cyrtandra och familjen Gesneriaceae. Inga underarter finns listade i Catalogue of Life.